# فهرست اصطلاحات پرچم‌شناسی
برای طراحی و توصیف پرچم نیاز به اطلاعات فنی و تخصصی پرچم‌شناسی و جامعه‌شناسی و همه‌پرسی در قانون اساسی کشور مربوطه هست.

## تعریف بخش‌ها و استانداردهای پرچم
نشان
یک نشان ملی یا نماد ساده نظامی.
بلوک
یک‌چهارم از پرچم اما معمولاً به بخش یک‌چهارمِ سمت چپ و بالا گفته می‌شود و نشان دهنده طرح خاص می‌باشد. به عنوان مثال:
محل قرارگیری ستاره‌ها در 
 پرچم آمریکا یا محل قرار گرفتن ضربدر در 
 پرچم استرالیا
پرکننده
علامت یا نشانی که در محدوده پرچم قرار دارد.
شعار یا نشان
شکل یا طرحی که در بخش پرکننده پرچم قرار دارد و معمولاً طرح آن نشانی از تاریخ گذشته، باورهای ملی یا طبیعت آن منطقه دارد. به عنوان مثال:
علامت الله در 
 پرچم ایران یا برگ درخت افرا در 
 پرچم کانادا
پس‌زمینه
رنگ قرار گرفته در کنار محدوده پرکننده که به صورت کلی رنگ زمینه پرچم را معرفی می‌کند
حاشیه
معمولاً حاشیه در پرچم‌ها با رنگ سفید یا طلائی دو بخش رنگی پرچم را از هم جدا می‌کند مانند:
نوشته الله اکبر در 
 پرچم ایران و خطوط سفید در 
 پرچم آفریقای جنوبی
پرواز
به نیمه‌ای از پرچم که از میل‌پرچم دورتر هست و با جریان باد حرکت می‌کند.
اهتزاز
به نیمه‌ای از پرچم که معمولاً در سمت چپ و عرض پرچم قرار دارد و به میل‌پرچم نزدیک‌تر است.
طول
ضلعی که زاویه عمود نسبت به میل پرچم دارد.
عرض
ضلعی که موازی میل پرچم هست و از طول کوچکتر است.

## موارد ابتدایی در پرچم‌ها
| نام             | تصویر | مثال               |
| --------------- | ----- | ------------------ |
| بوردور          |       | پرچم مالدیو        |
| کانتون          |       | پرچم شیلی          |
| چهاربخشی        |       | پرچم پاناما        |
| صلیب یونانی     |       | پرچم سوئیس         |
| صلیب متقارن     |       | پرچم گرجستان       |
| صلیب نوردیک     |       | پرچم سوئد          |
| پیل (Pale)      |       | پرچم نیجریه        |
| فس (Fess)       |       | پرچم اتریش         |
| خمیده (Bend)    |       | پرچم تانزانیا      |
| چورون (Chevron) |       | پرچم جمهوری چک     |
| پال (Pall)      |       | پرچم آفریقای جنوبی |
| صلیب سنت اندرو  |       | پرچم اسکاتلند      |

## علائم پرچم‌شناسی
علائم پرچم‌شناسی برای بیان بصری ماهیت استفاده پرچم و مشخص کردن فرد یا گروه استفاده‌کننده به کار می‌رود.
بعضی از کشورها از یک پرچم برای تمام مقاصد خود استفاده می‌کنند و بعضی‌ها از چندین پرچم که هر یک مربوط به بخش خاصی هست.
در زیر شش زیرگروه کلی برای استفاده از پرچم مشاهده می‌کنید.
 پرچم زمینی مدنی – به اهتزاز درآمده توسط شهروندان بر خشکی
 پرچم زمینی دولتی – به اهتزاز درآمده بر ساختمان‌های عمومی
 پرچم زمینی نظامی – به اهتزاز درآمده بر ساختمان‌های نظامی
 پرچم دریایی مدنی – به اهتزاز درآمده بر کشتی یا قایق شخصی
 پرچم دریایی دولتی – به اهتزاز درآمده بر قایق‌ها و کشتی‌های غیرنظامی دولتی
 پرچم دریایی نظامی – به اهتزاز درآمده بر ناوهای جنگی
این تعریف‌ها به صورت کلی هست و در موارد جزئی‌تر کشورهایی هستند که برای ارگان‌های دیگر خود از پرچم متفاوت استفاده می‌کنند مانند نیروی هوایی.

### علائم دیگر
این علائم نشان دهنده نحوه نمایش یا برافراشتن پرچم و نحوه آویختن (چپ-راست-افقی-عمودی) پرچم را نمایش می‌دهند.
- نسخهٔ عادی یا دوژور پرچم، یا سمت رویی پرچم
- طرح پیشنهادی در گذشته، ولی هرگز رسماً تصویب نشده
- طرح بازسازی‌شده بر پایهٔ مشاهدات منابع قدیم
- سمت پشتی پرچم
- طرح، گونه‌ای پذیرفته‌است.
- گونهٔ دیگر پرچم
- نسخهٔ دوفاکتوی پرچم
- پرچم در رو و پشتش طرح‌های متفاوتی دارد
- سمت رویی پرچم بایست به گونه‌ای به میله نصب شود که میله در سمت راست نظاره‌گران قرار گیرد
- طرح رسماً مورد تأیید دولت بوده و نمایانندهٔ آن ملت است.
- این طرح در گذشته به کار می‌رفته، ولی اکنون منسوخ شده‌است.
- پشت پرچم تصویر آینه‌ای روی پرچم است.
- پشت و روی پرچم همنهشت هستند
- اطلاعاتی دربارهٔ پشت پرچم در دسترس نیست
- پرچم می‌تواند عمودی آویخته شود با افراشتنش بر میله‌ای عادی، سپس چرخاندن نوددرجه‌ای میله
- پرچم می‌تواند عمودی آویخته شود با در آغاز چرخاندن طرح
- روش افراشتن عمودی پرچم، ناشناخته است.
- طرح، عنصری ندارد که بتواند چرخانده شود
- پرچم فقط می‌تواند عمودی افراشته شود.